# Amazone (oiseau)
Amazona
Pour les articles homonymes, voir Amazone.
 (novembre 2011).
Genre
Le genre Amazona regroupe une trentaine d'espèces d'oiseaux appartenant à la famille des Psittacidae. Amazone (nom féminin) est le nom français que la nomenclature aviaire en langue française (mise à jour) a donné à ces espèces.
À la suite d'études génétiques, il a été découvert que Alipiopsitta xanthops (autrefois Amazona xanthops) n'est pas une amazone. Son ancien nom CINFO Amazone à face jaune n'est donc plus valable.

## Caractéristiques
Les amazones sont des perroquets néotropicaux plutôt grands à la silhouette compacte et robuste avec une tête massive, un corps trapu, des ailes larges et une queue courte et carrée.

## Écologie et comportement
Toutes les espèces vivent en couples mais certaines peuvent également constituer des groupes plus ou moins importants. En vol, les oiseaux forment souvent des files courtes aux battements d'ailes peu amples (les ailes ne sont pas élevées au-dessus du corps). Ils émettent des « ouiou » et des « dak dak dak » sonores.

## Classification

### Liste des espèces
Selon la classification de référence du Congrès ornithologique international (15.1, 2025) (ordre phylogénique) :
- Amazona festiva – Amazone tavoua
- Amazona vinacea – Amazone vineuse
- Amazona tucumana – Amazone de Tucuman
- Amazona pretrei – Amazone de Prêtre
- Amazona agilis – Amazone verte
- Amazona albifrons – Amazone à front blanc
- Amazona collaria – Amazone sasabé
- Amazona leucocephala – Amazone de Cuba
- Amazona ventralis – Amazone d'Hispaniola
- Amazona vittata – Amazone de Porto Rico
- Amazona finschi – Amazone à couronne lilas
- Amazona autumnalis – Amazone à lores rouges
- Amazona diadema – Amazone à diadème
- Amazona viridigenalis – Amazone à joues vertes
- Amazona gomezgarzai – Amazone à ailes bleues
- Amazona xantholora – Amazone du Yucatan
- Amazona dufresniana – Amazone de Dufresne
- Amazona rhodocorytha – Amazone à sourcils rouges
- Amazona arausiaca – Amazone de Bouquet
- Amazona versicolor – Amazone de Sainte-Lucie
- Amazona oratrix – Amazone à tête jaune
- Amazona auropalliata – Amazone à nuque d'or
- Amazona ochrocephala – Amazone à front jaune
- Amazona barbadensis – Amazone à épaulettes jaunes
- Amazona aestiva – Amazone à front bleu
- Amazona tresmariae – Amazone des Tres Marias
- Amazona mercenarius – Amazone mercenaire
- Amazona farinosa – Amazone poudrée
- Amazona kawalli – Amazone de Kawall
- Amazona imperialis – Amazone impériale
- Amazona brasiliensis – Amazone à joues bleues
- Amazona amazonica – Amazone aourou
- Amazona guildingii – Amazone de Saint-Vincent

espèces éteintes
- Amazona violacea † – Amazone de Guadeloupe
- Amazona martinica † – Amazone de Martinique